# Zhui bu
Zhui bu (chinês tradicional: 追捕, chinês simplificado: 追捕, pinyin: Zhuībǔ; bra: Manhunt ou Caçadores de Homens) é um filme de ação e suspense de 2017 dirigido e co-escrito por John Woo. Produzido por Gordon Chan e estrelado por Zhang Hanyu, Masaharu Fukuyama, Qi Wei, Ha Ji-won e Jun Kunimura, o filme é uma adaptação do romance japonês Kimi yo Funnu no Kawa o Watare de Juko Nishimura, que foi anteriormente adaptado em um filme japonês de 1976 com o mesmo nome. Woo decidiu desenvolver uma adaptação para comemorar o trabalho do recém-falecido Ken Takakura, o protagonista do primeiro filme e um ícone cultural na China.
O filme foi rodado em Osaka e Kansai, no Japão, e apresenta um elenco de várias nacionalidades e em diferentes idiomas. Woo descreveu isso como um retorno ao seu antigo estilo de filmes, citando especificamente Dip huet seung hung, de 1989, como uma forte referência. O filme estreou no 74º Festival Internacional de Cinema de Veneza e foi lançado na China em 24 de novembro de 2017. Ele viu sua estreia internacional na plataforma de streaming Netflix em 4 de maio de 2018.

## Elenco
- Zhang Hanyu como Du Qiu

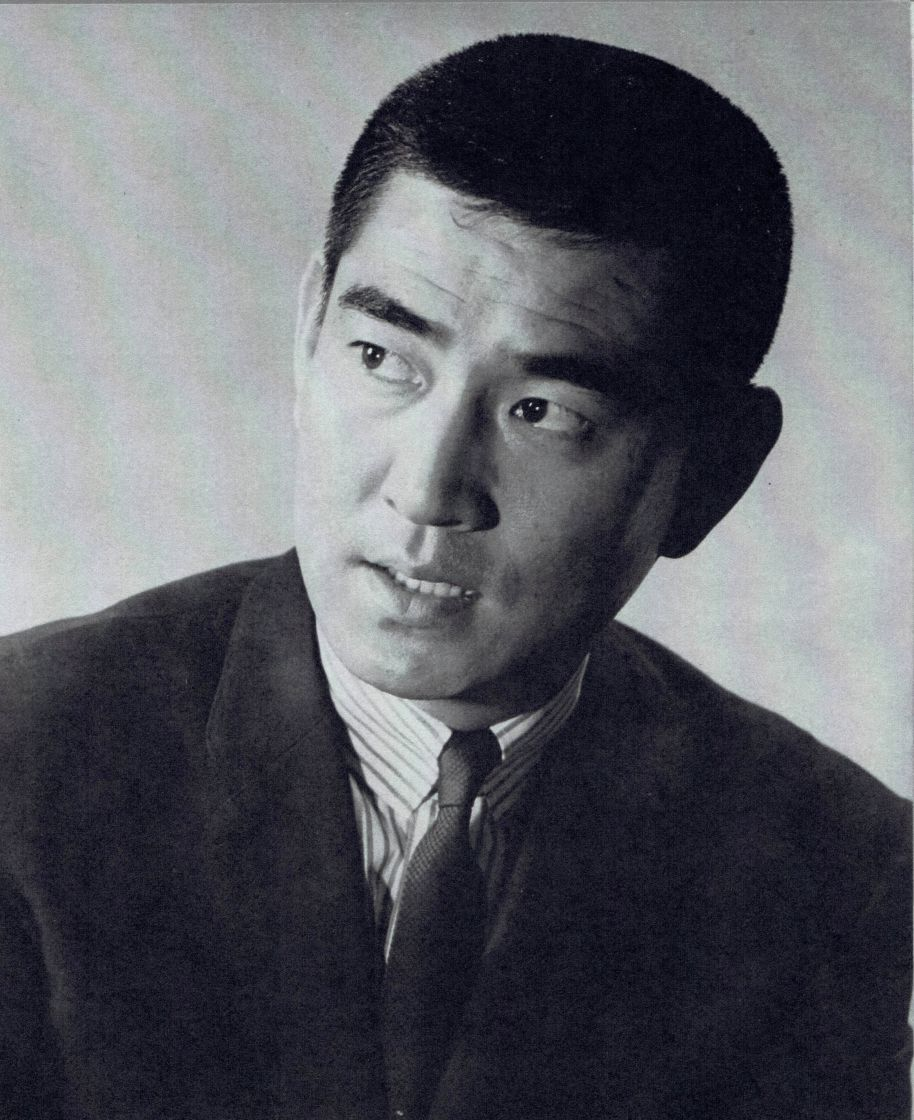
O diretor John Woo dirigiu o filme como uma homenagem ao lendário ator japonês Ken Takakura (foto)

- Masaharu Fukuyama como Satoshi Yamura
- Qi Wei como Mayumi Mounami
- Ha Ji-won como Rain
- Jun Kunimura como Yoshihiro Sakai
- Angeles Woo como Dawn
- Nanami Sakuraba como Rika Hyakuta
- Hiroyuki Ikeuchi como Hiroshi Sakai
- Tao Okamoto como Kiko Tanaka
- Yasuaki Kurata como Hideo Sakaguchi
- Naoto Takenaka como Mamoru Ito
- Kuniharu Tokunaga como Yuji Asano

## Recepção
No site especialista em resenhas Rotten Tomatoes, o filme tem um índice de aprovação de 69% com base em 27 resenhas e uma média de 6,2 em 10. No Metacritic, obteve uma pontuação média de 68 em 100, com base em 14 críticos, indicando “críticas geralmente favoráveis”.
Em sua crítica, o Screen Daily afirmou que o filme “é uma diversão e beleza encenada que mostra que Woo não perdeu nem seu mojo nem seu senso de poesia”, afirmando ainda que “Zhui bu é um filme de John Woo. como os que ele costumava fazer. fazer antes de sua passagem pela América, incluindo produções como A Outra Face e Mission: Impossible II, e os recentes dípticos históricos asiáticos Chì Bì e The Crossing [en].”
A revista semanal Variety descreveu Zhui bu como “pouco convincente e nada assombroso”, afirmando que o público que vem a Woo para as cenas de ação ficaria satisfeito, enquanto “aqueles que procuram o melhor trabalho do diretor, como o brilhante Hard Boiled ou o momentoso e ridículo A Outra Face, Zhui bu irá decepcionar.” The Hollywood Reporter chamou o filme de “cadeia de cenários sofisticados e emocionantes, cujos valores de produção são pródigos e têm a complexidade de um quebra-cabeça de Escher. A iluminação de Takuro Ishizaka dá até mesmo às cenas finais bobas um visual visualmente emocionante.” Na mesma crítica, a história foi descrita como “ilógica” e concluiu-se que o filme “não vai entrar para a história como a melhor produção de Woo”. Peter Bradshaw, do jornal britânico The Guardian, deu ao filme quatro estrelas de cinco possíveis, elogiando as sequências de ação como um destaque, mas declarando a história “um pouco boba”, embora observando que o filme “oferece algo que geralmente não é abundante: divertido”.